# Tatsuma Yoshida
Tatsuma Yoshida (ur. 9 czerwca 1974) – japoński piłkarz występujący na pozycji pomocnika.

## Kariera piłkarska
Od 1993 do 2001 roku występował w Kashiwa Reysol, Kyoto Purple Sanga i Montedio Yamagata.

## Kariera trenerska
Po zakończeniu piłkarskiej kariery pracował jako trener w Kashiwa Reysol, Albirex Niigata i Ventforet Kōfu.